# Capitolio del Estado de Colorado

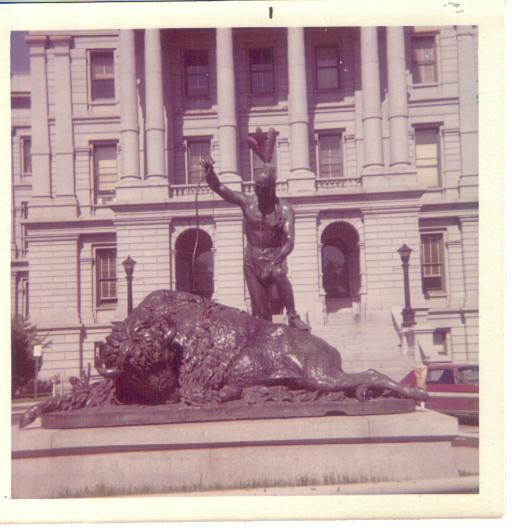
La estatua "El Cierre de una Era" en el capitolio de Colorado representa un indio americano triunfante cerca de un bisonte caído. El granito de la estatua procede del Condado de Fremont, Colorado. La escultura fue realizada para la Exposición Universal de Chicago de 1893 por Preston Powers. John Greenleaf Whittier, amigo de Powers, escribió el poema inscrito en la base del monumento.

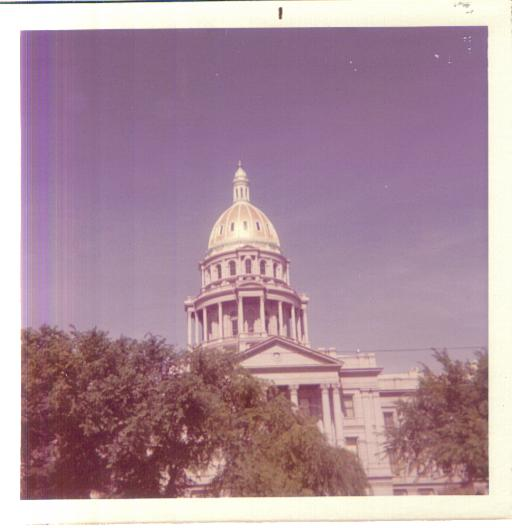
El capitolio en 1972

El Capitolio del Estado de Colorado, situado en el 200 de East Colfax Avenue en Denver, Colorado, Estados Unidos, es la sede de la Asamblea General de Colorado y las oficinas del Gobernador de Colorado y el Teniente Gobernador de Colorado. El edificio está inspirado en el Capitolio de los Estados Unidos. Fue diseñad por Elijah E. Myers, quien también diseñó El Capitolio de Míchigan y el Capitolio de Texas. Fue construido en los años 1890 con granito blanco de Colorado, y fue inaugurado en noviembre de 1894. La característica cúpula bañada en oro, añadida en 1908, conmemora la fiebre del oro de Colorado. El edificio forma parte del Civic Center de Denver.
Sirve como el comienzo del distrito Capitol Hill y se sitúa ligeramente por encima del resto del centro de Denver. El salón de entrada principal tiene 55 m de altura hasta la cima de la cúpula, aproximadamente la altura de un edificio de 18 plantas. Además, la altitud oficial de Denver se mide desde fuera de la entrada oeste al edificio, donde en el decimoquinto escalón están grabadas las palabras "Una milla por encima del nivel del mar." Desde este escalón, a 1609 m, se puede ver el sol poniéndose detrás de las Montañas Rocosas. Se colocó un segundo marcador de una milla en el decimoctavo escalón en 1969 cuando estudiantes de la Universidad Estatal de Colorado midieron de nuevo la altitud. En 2003, se realizó una medida más exacta con medios más modernos, y se identificó que era el decimotercer peldaño el que estaba a una milla de altitud, donde se instaló un tercer marcador.
El interior del edificio utiliza grandes cantidades de ónix rosa de Colorado, un extraño mármol rosa de una cantera cerca del Beulah Valley. La cantidad usada en el edificio consumió todas las reservas conocidas. También se usó mármol de Yule blanco de canteras cerca de Marble (Colorado) en los suelos de todo el capitolio. Se han encontrado muchos diseños en el mármol, incluida una imagen que se parece a George Washington y otra de Molly Brown.
Un importante proyecto de mejora de la seguridad, financiado por el Fondo Histórico del Estado de Colorado, comenzó en 2001 y se completó en 2009. El diseño de Fentress Architects añadió elementos de seguridad modernos, como escaleras cerradas, que se mezclan con la arquitectura original.
Muchas ventanas son de vitrales, que representan personas o eventos relacionados con la historia de Colorado. Los salones están decorados con retratos de todos los presidentes de los Estados Unidos. Uno de los contratistas de la construcción fue William Douglas Richardson, de Chicago, quien fue presidente de la W. D. Richardson Construction Company. Richardson había participado en muchas obras importantes por todos los Estados Unidos, y estaba interconectado con la red de empresas de Jacob Bunn y John Whitfield Bunn.

## Galería de imágenes

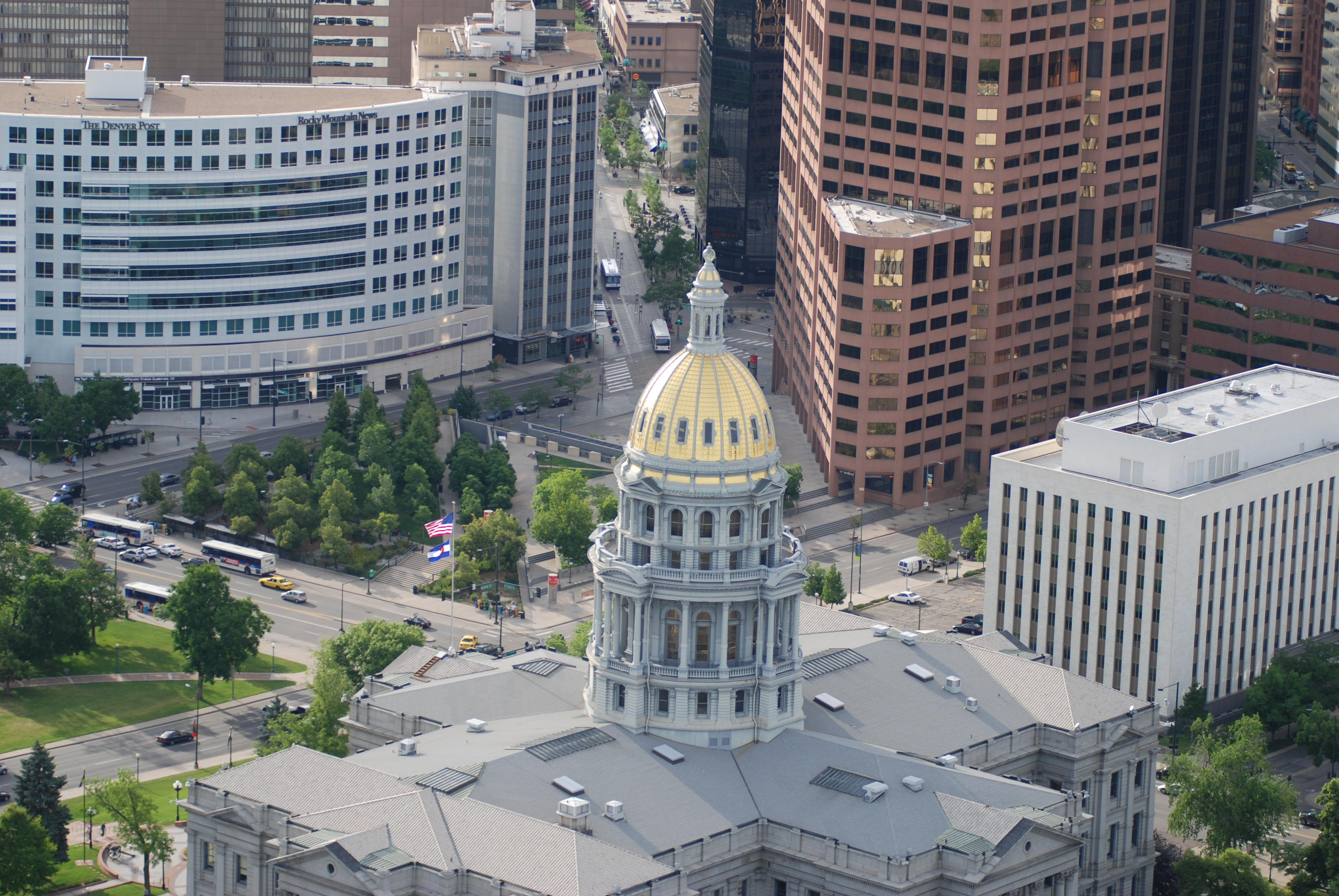
Vista aérea
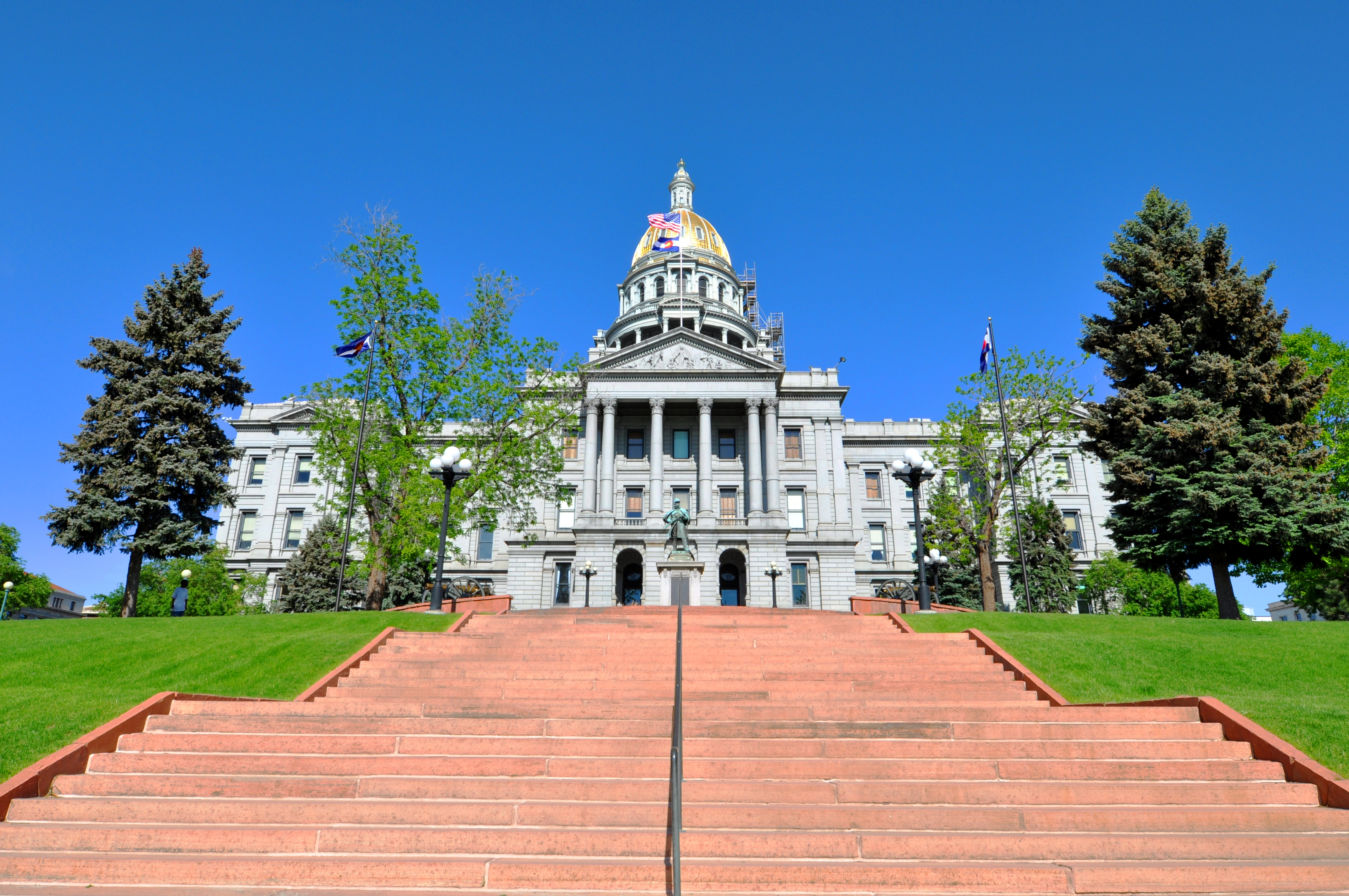
El Capitolio visto desde Lincoln Street
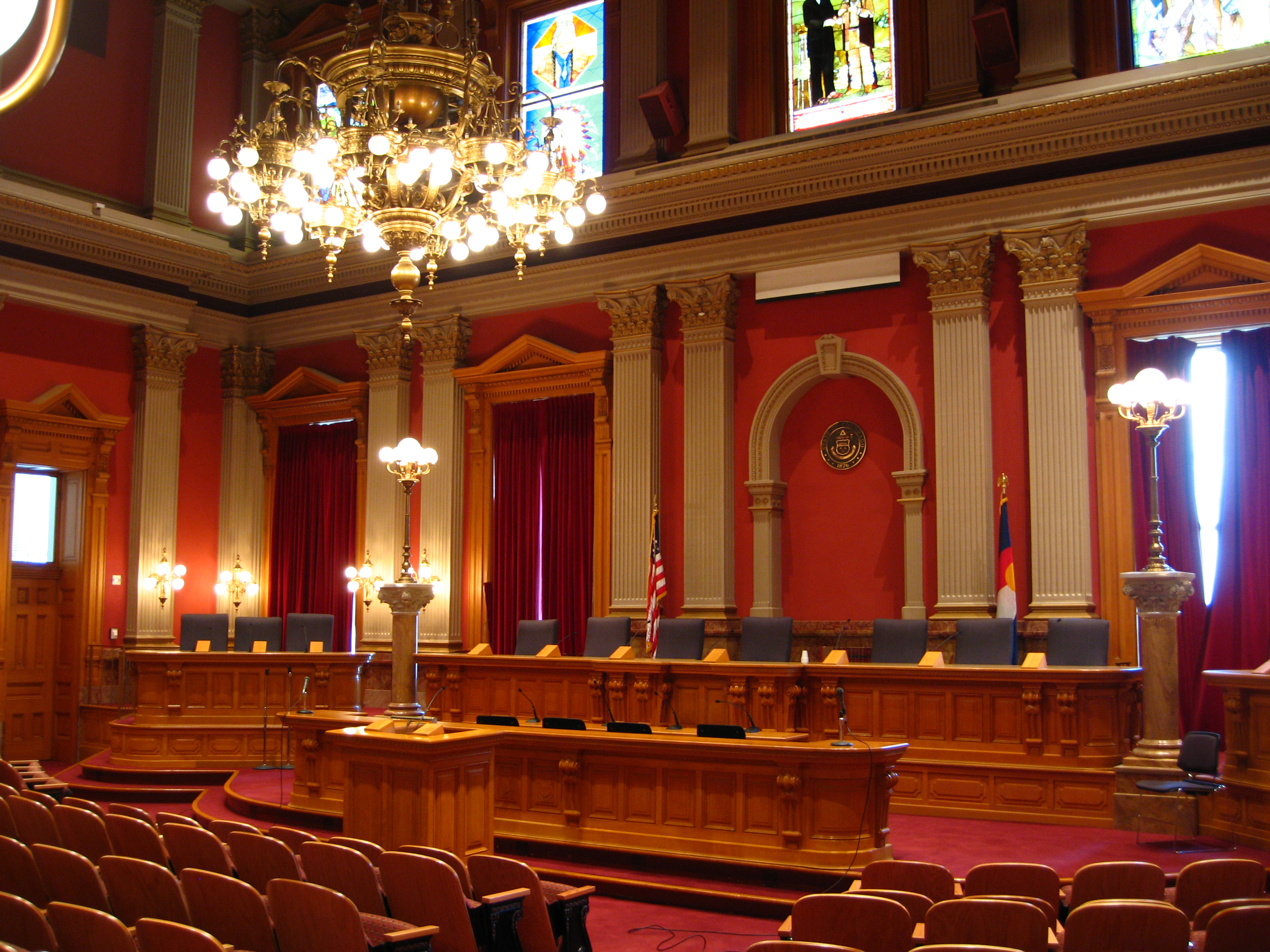
Cámaras del antiguo Tribunal Supremo
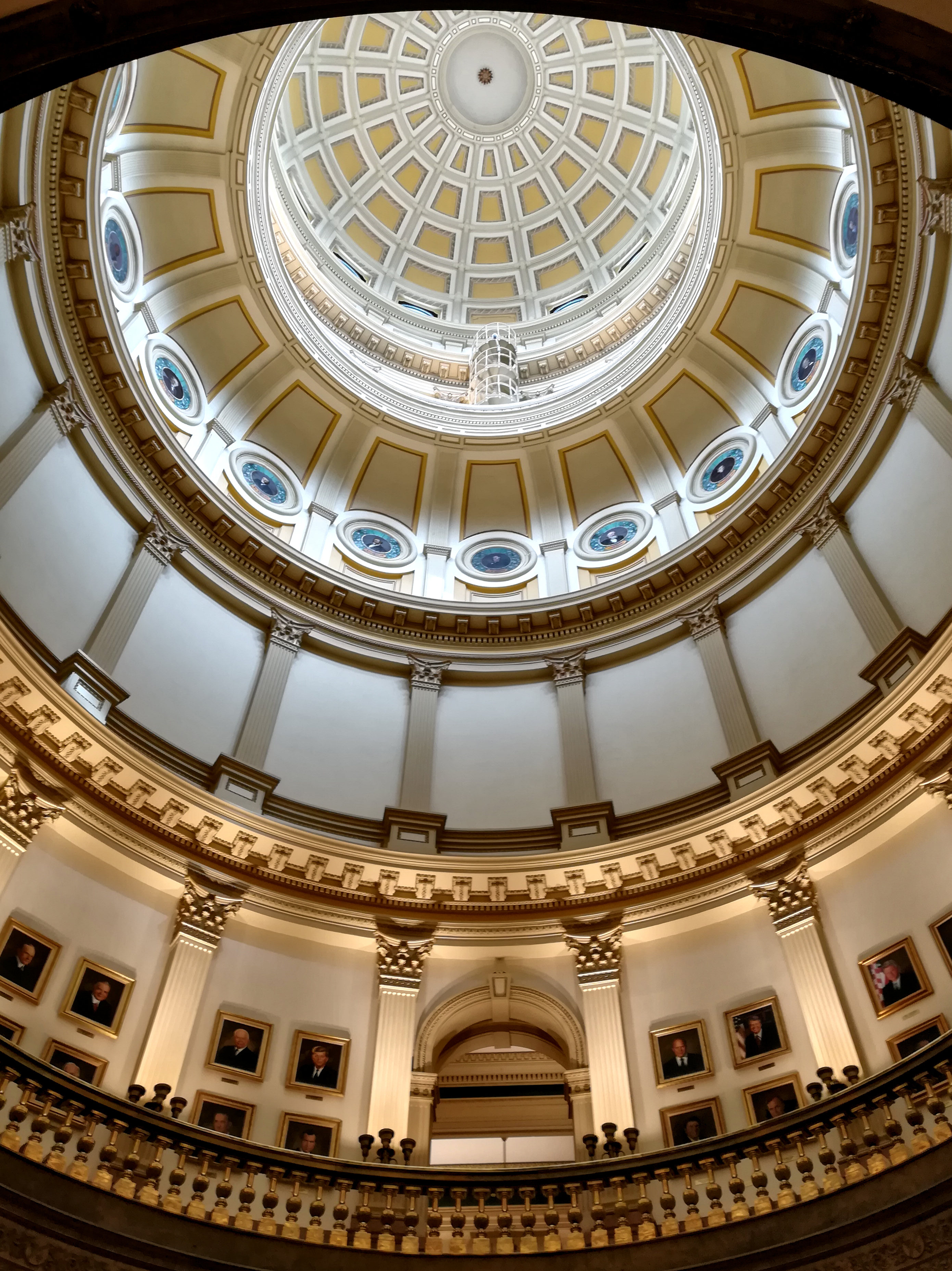
Interior de la cúpula
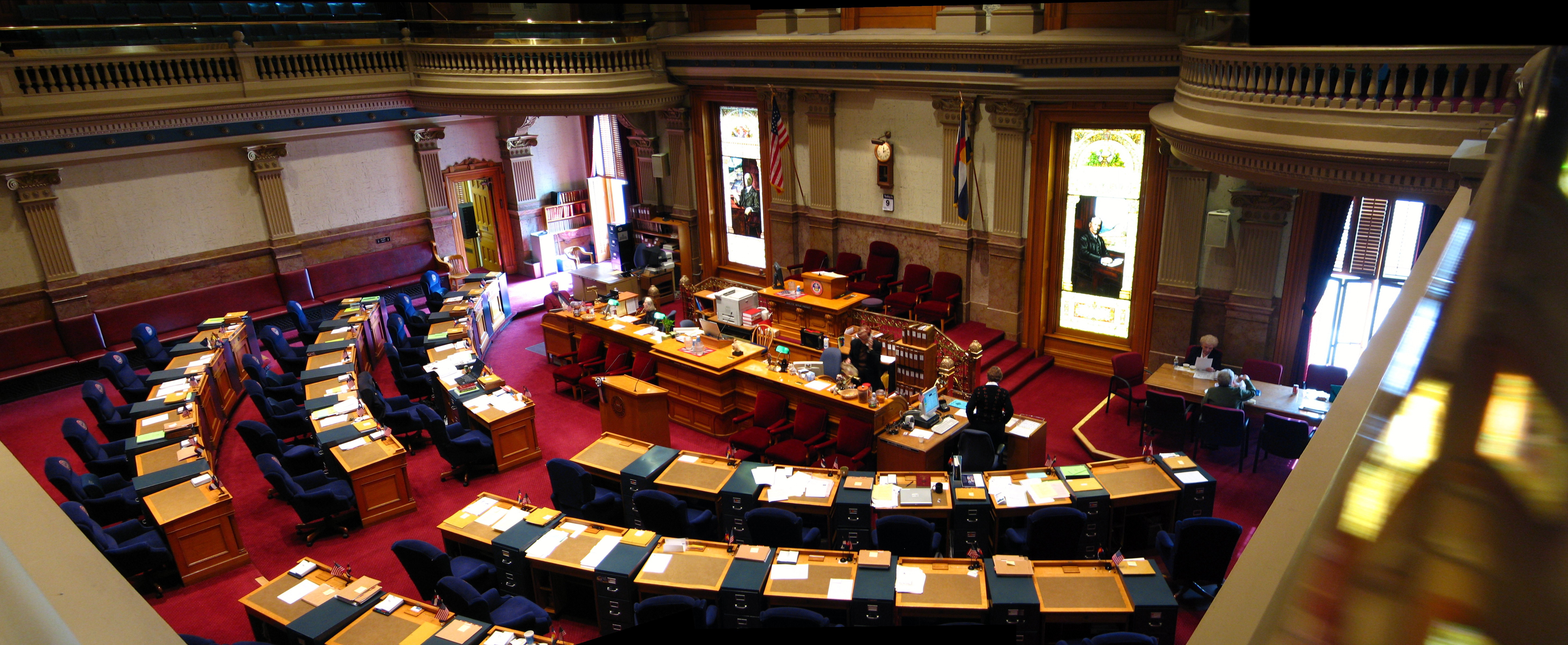
Senado de Colorado
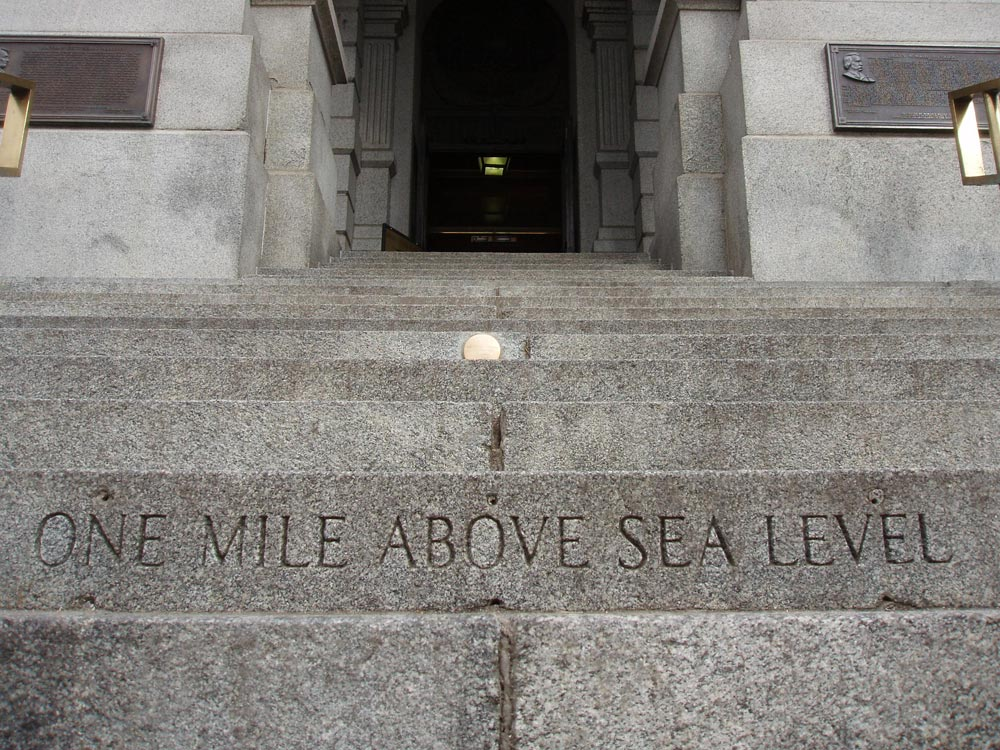
Escalones indicando "Una milla por encima del nivel del mar"
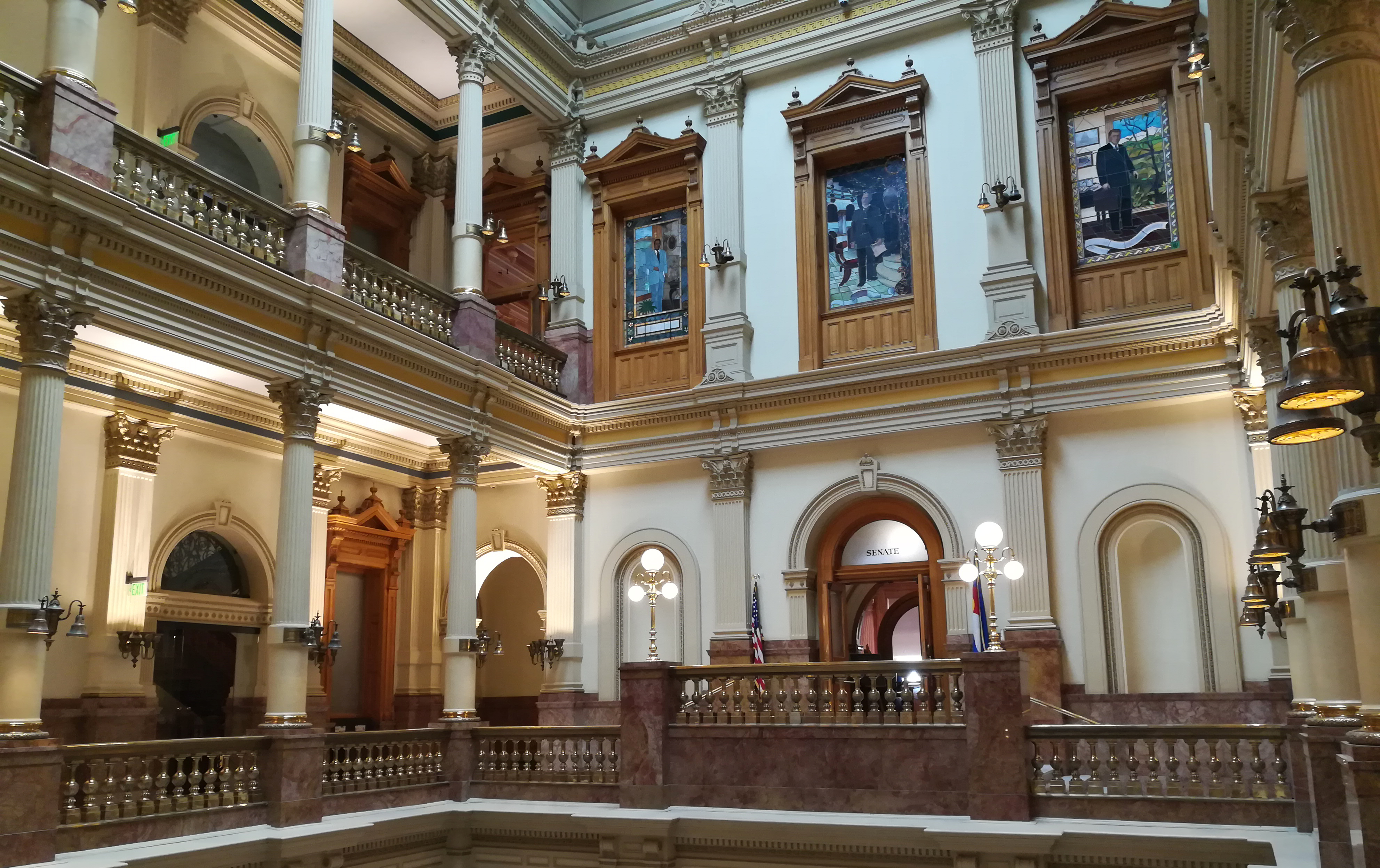
Interior del Capitolio desde la tercera planta
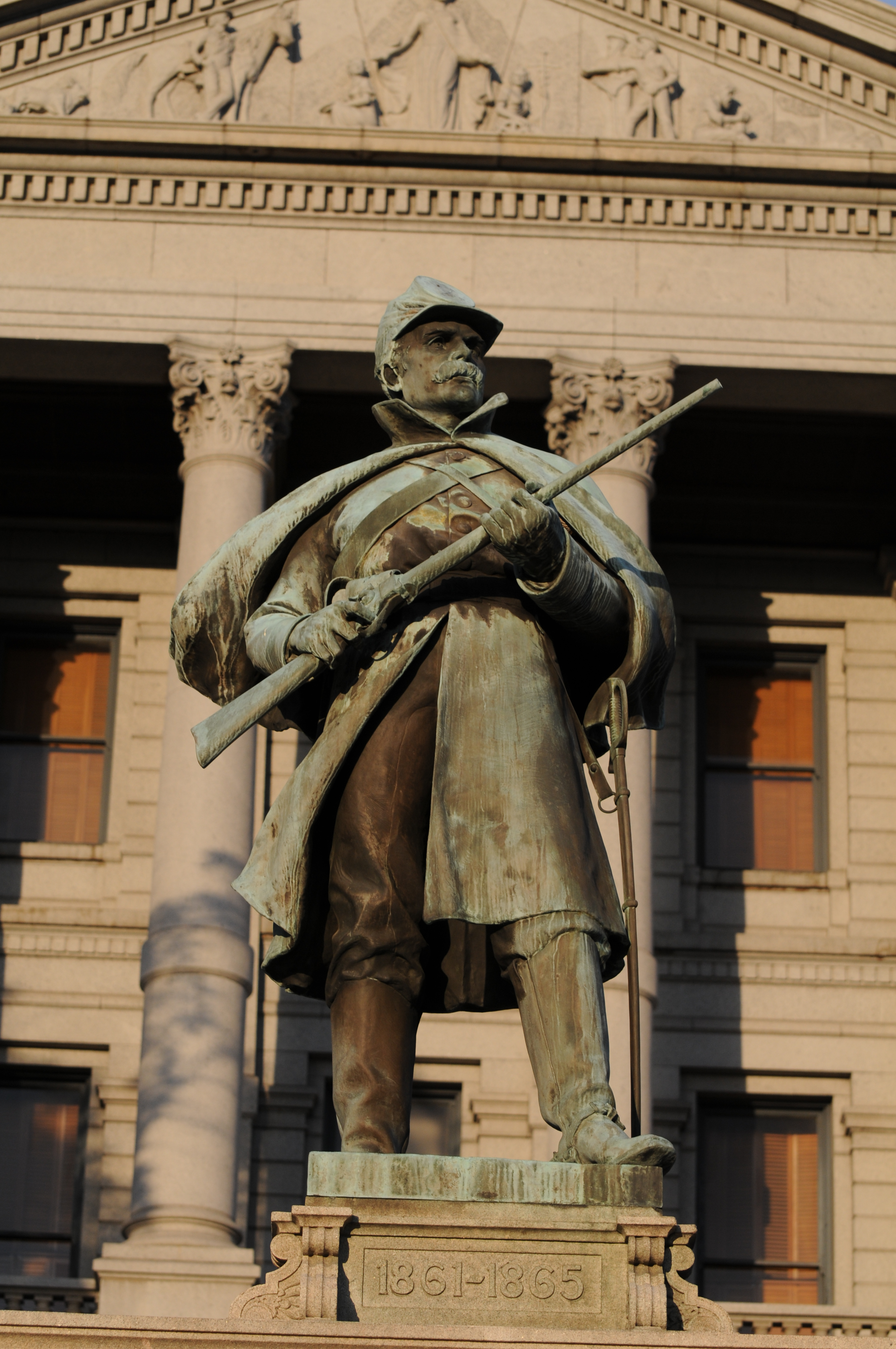
Estatua frente al Capitolio